# Campionati del mondo di ciclismo su strada 2021 - Cronometro maschile Junior
La cronometro maschile junior dei Campionati del mondo di ciclismo su strada 2021 si svolse il 21 settembre 2021 su un percorso di 22,3 km, con partenza da Knokke-Heist e arrivo a Bruges nelle Fiandre in Belgio. La medaglia d'oro è stata vinta dal danese Gustav Wang con il tempo di 25'37"42 alla media di 52,217km/h, argento al britannico Joshua Tarling e bronzo per il belga Alec Segaert.
Dei 79 ciclisti accreditati alla partenza, 77 sono giunti all'arrivo, uno si è ritirato e uno è stato squalificato.

## Ordine d'arrivo (Top 10)
| Pos. | Corridore            | Squadra       | Tempo    |
| ---- | -------------------- | ------------- | -------- |
| 1    | Gustav Wang          | Danimarca     | 25'37"42 |
| 2    | Joshua Tarling       | Gran Bretagna | a 20"20  |
| 3    | Alec Segaert         | Belgio        | a 29"48  |
| 4    | Carl-Frederik Bévort | Danimarca     | a 30"00  |
| 5    | Eddy Le Huitouze     | Francia       | a 33"15  |
| 6    | Cian Uijtdebroeks    | Belgio        | a 41"82  |
| 7    | Jan Christen         | Svizzera      | a 45"52  |
| 8    | Finlay Pickering     | Gran Bretagna | a 52"78  |
| 9    | Samuele Bonetto      | Italia        | a 53"63  |
| 10   | Trym Brennsæter      | Norvegia      | a 58"80  |